# 인천대교 요금소

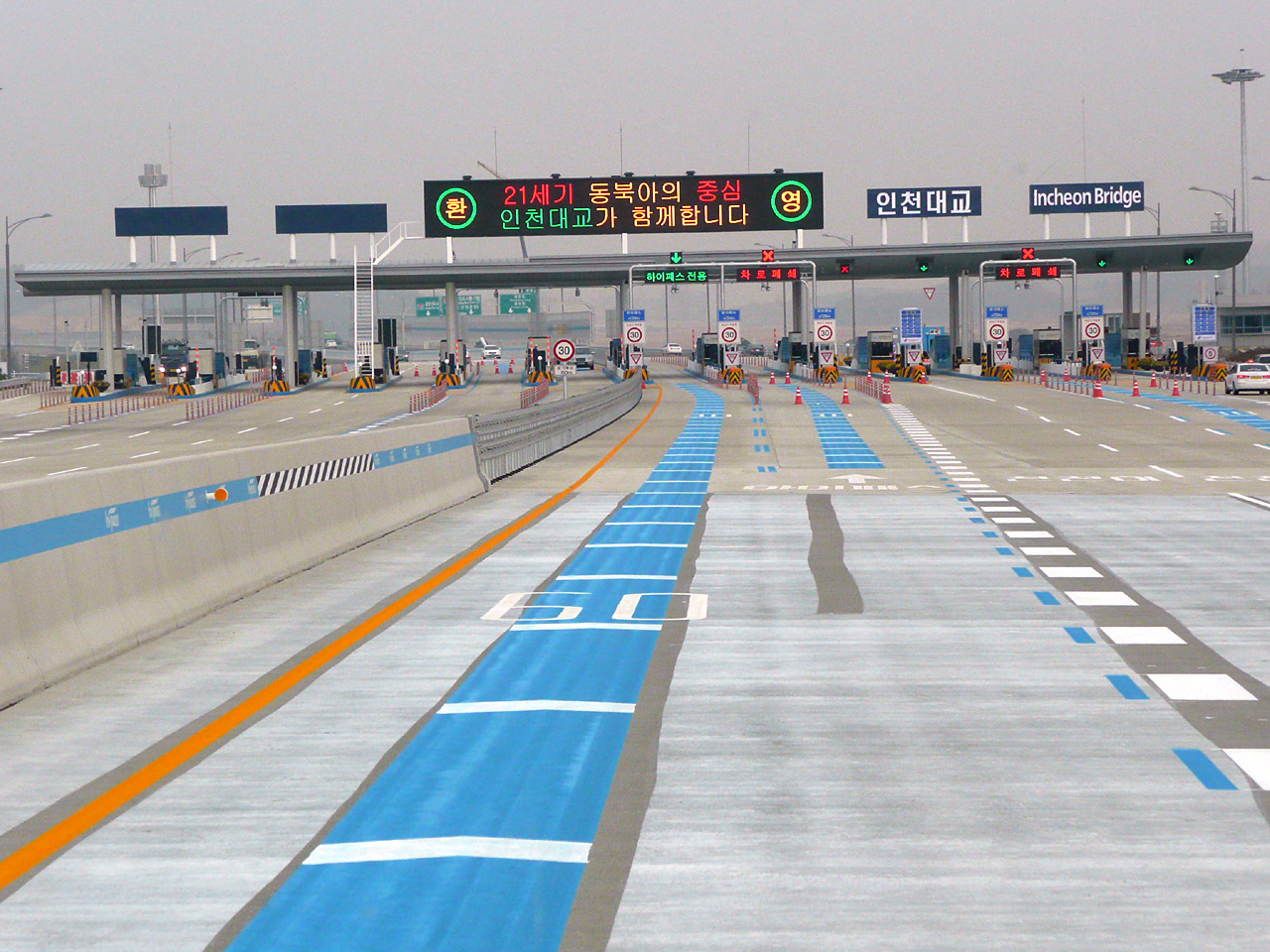
인천대교 요금소

인천대교 요금소(仁川大橋料金所, Incheon Bridge TG)는 인천광역시 중구 인천대교고속도로 3 (운남동)에 위치한 제2경인고속도로 인천대교 구간 상의 요금소이다. 영종 나들목에서 송도방향으로 약 770m 떨어진 곳에 있다. 요금소 인근에 인천대교 기념관이 있다.
2009년 10월 19일 제2경인고속도로 인천대교 구간이 개통되면서 영업을 개시했으며, 요금소 내에 회차로가 설치되어 있어 양방향 모두 요금소 통과 시 이 회차로를 통해 다시 반대방향으로 회차하거나 인천대교 기념관으로 진출할 수 있다. 관리는 인천대교 인천대교영업소에서 하고 있으며, 인천대교 본사 또한 이 곳에 위치하고 있다.

## 연혁
- 2009년 10월 19일 : 제2경인고속도로 인천대교고속도로 민자구간 개통과 함께 영업 개시[1]

## 통행료
| 구분                                 | 요금     |
| ------------------------------------ | -------- |
| 경차 (마티즈, 모닝, 아토즈 등)       | 3,000원  |
| 소형 (승용차, 1.5톤 이하 소형화물차) | 6,000원  |
| 중형 (버스, 1.5톤 초과 중형화물차)   | 10,200원 |
| 대형 (10톤 이상 대형트럭)            | 13,200원 |